# 占城镇 (邳州市)
占城镇，是中华人民共和国江苏省徐州市邳州市下辖的一个乡镇级行政单位。

## 行政区划
占城镇下辖以下地区：
陵湖村、许集村、高集村、进德村、李园村、魏楼村、王楼村、小山村、占城村、陈庄村、罗城村、石匣村、白山村、甘山村、毛山村、一工区村、二工区村和三工区村。